# Mina Clavero-Villa Cura Brochero
Se denomina Mina Clavero - Villa Cura Brochero a la conurbación de las localidades de Mina Clavero y Villa Cura Brochero, en el departamento San Alberto, al oeste de la provincia de Córdoba. Según el censo nacional de 2010 contaba con 16.983 habitantes. Se ubica a 150 kilómetros al oeste de la capital provincial.

## Población
| Componente          | Población 2010 | Población (2001) | Población (1991) |
| ------------------- | -------------- | ---------------- | ---------------- |
| Mina Clavero        | 8.087          | 6.855            | 5.097            |
| Villa Cura Brochero | 8.896          | 7.000            | 5.222            |
| Total               | 16.983         | 13.855           | 10.319           |

## Accesos
Ubicado al pie de las Sierras Grandes, en el Valle de Traslasierra, es un importante núcleo turístico. Se accede a el mediante el camino de las Altas Cumbres, que la une a otros puntos importantes como las ciudades de Va. Carlos Paz, Córdoba o Villa María. Hacia el sur, la RN 20 la une con ciudades como Villa Dolores, San Luis o Mendoza. Por la RP 15 se llega a localidades como San Carlos Minas, Villa de Soto y Cruz del Eje.
Las localidades de Mina Clavero y Villa Cura Brochero forman una conurbación, separándose mediante el rio de Los Sauces, que es alimentado por los ríos Panaholma y Mina Clavero.

## Galería de fotos

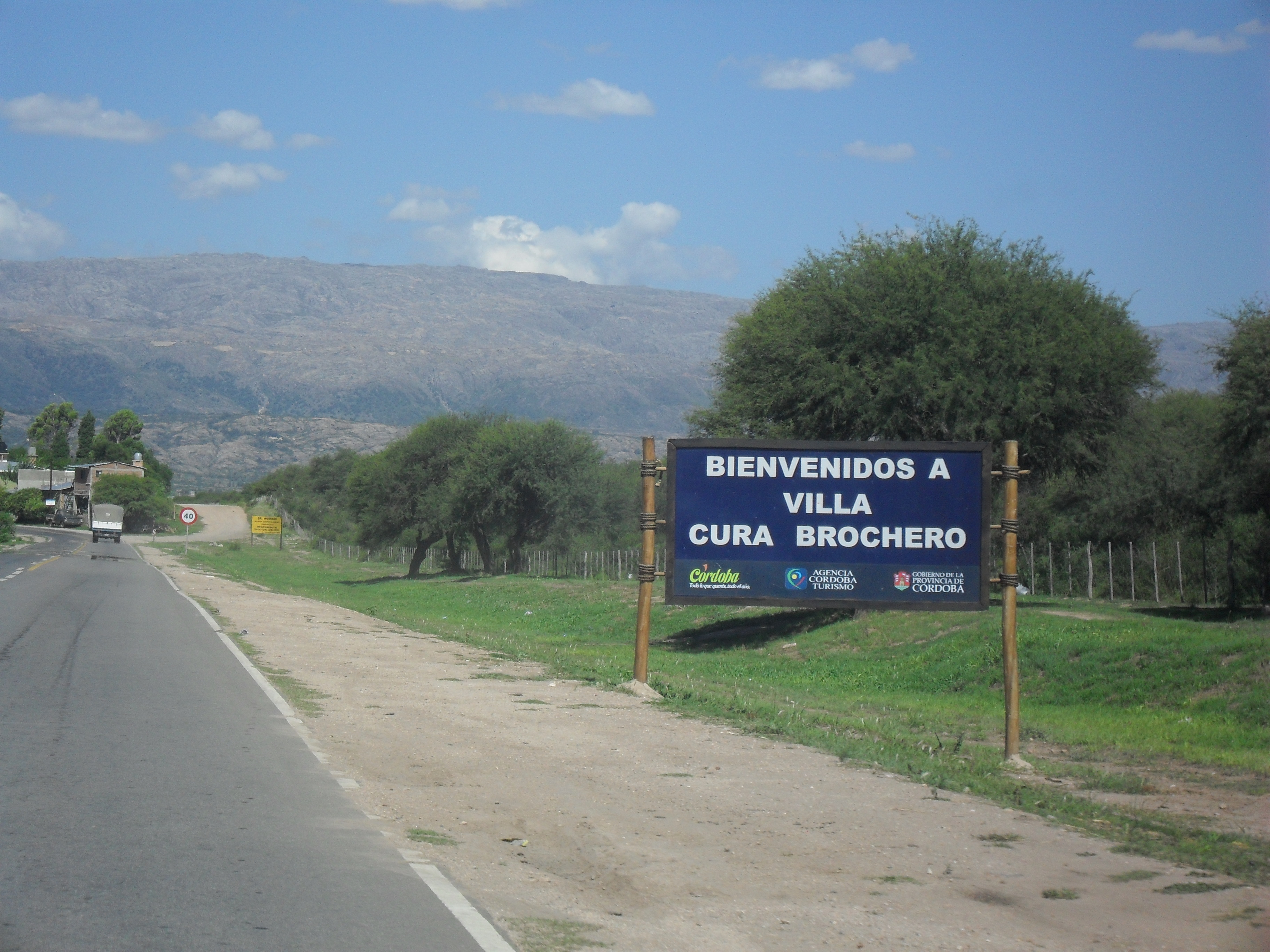
Cartel de acceso en Cura Brochero
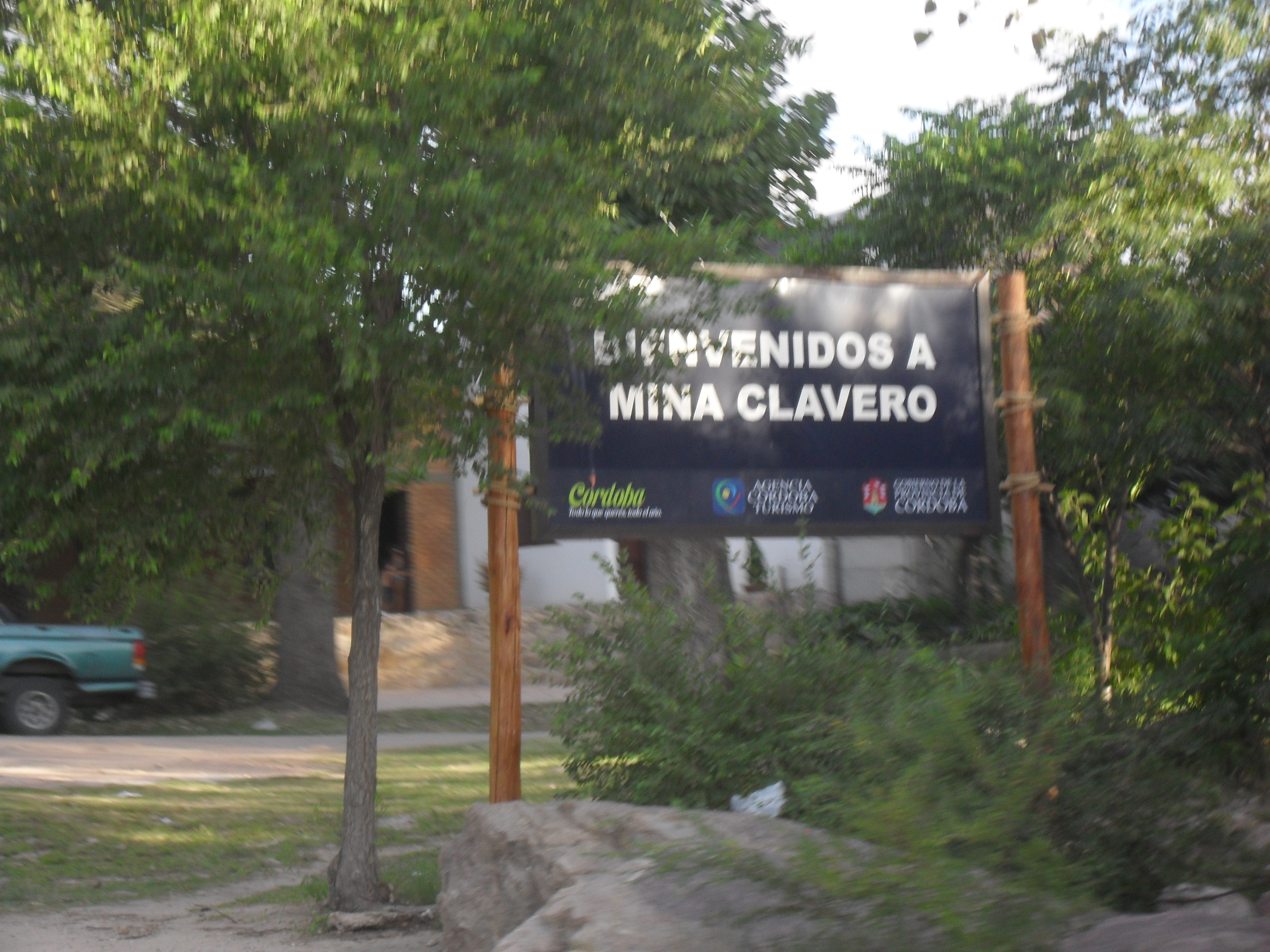
Cartel de acceso en Mina Clavero
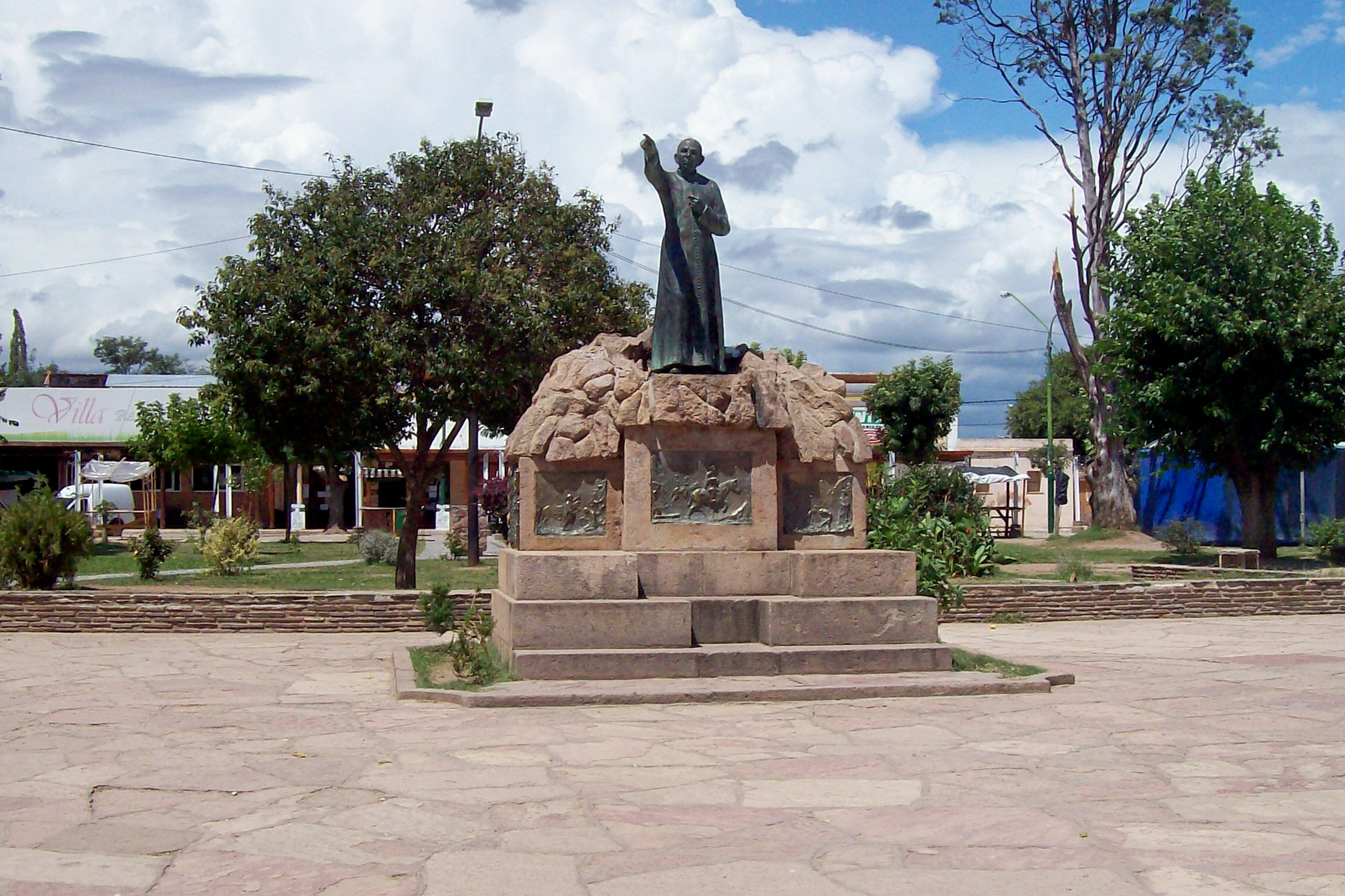
Monumento a Cura Brochero.
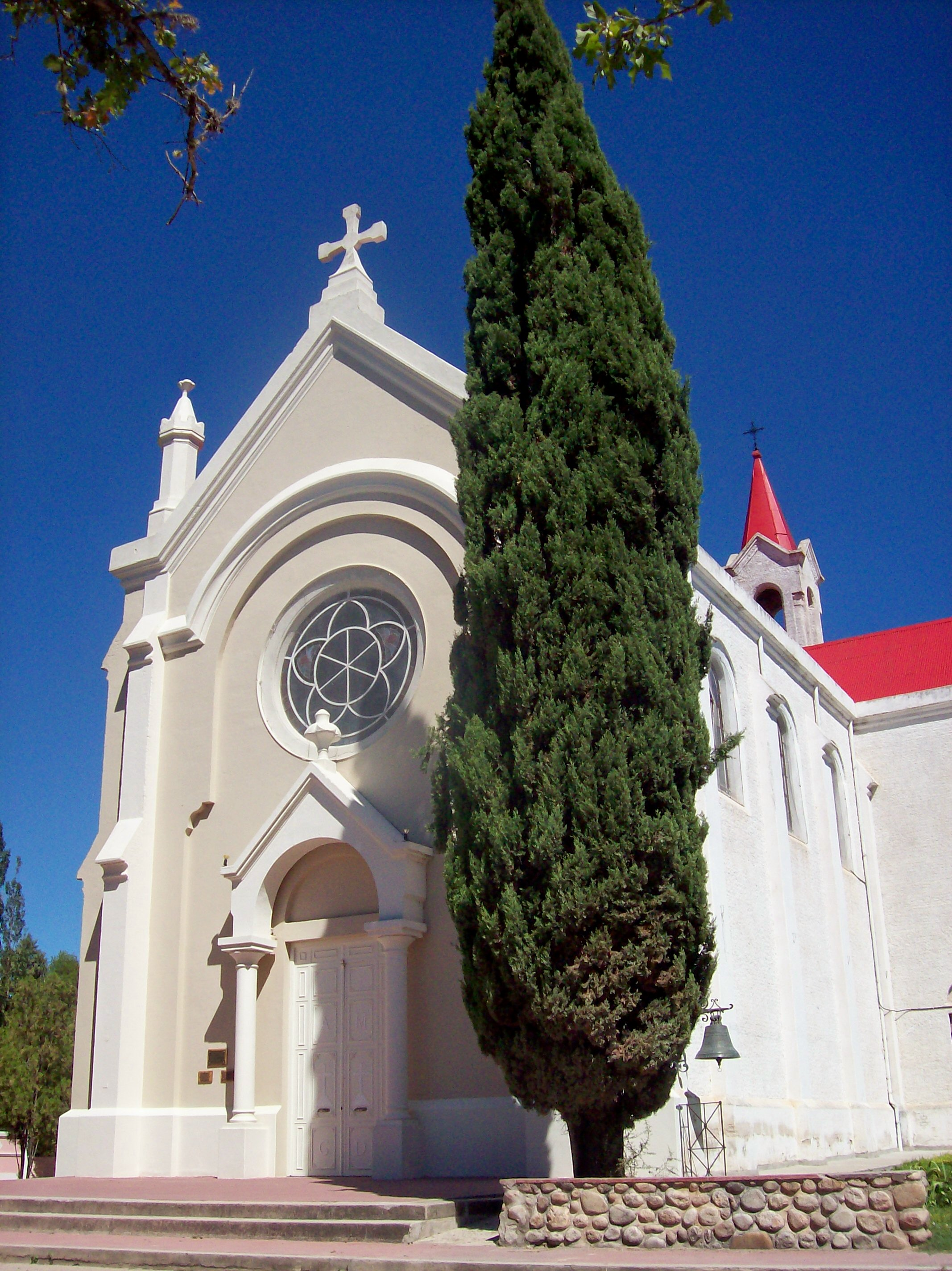
Iglesia de Nono.
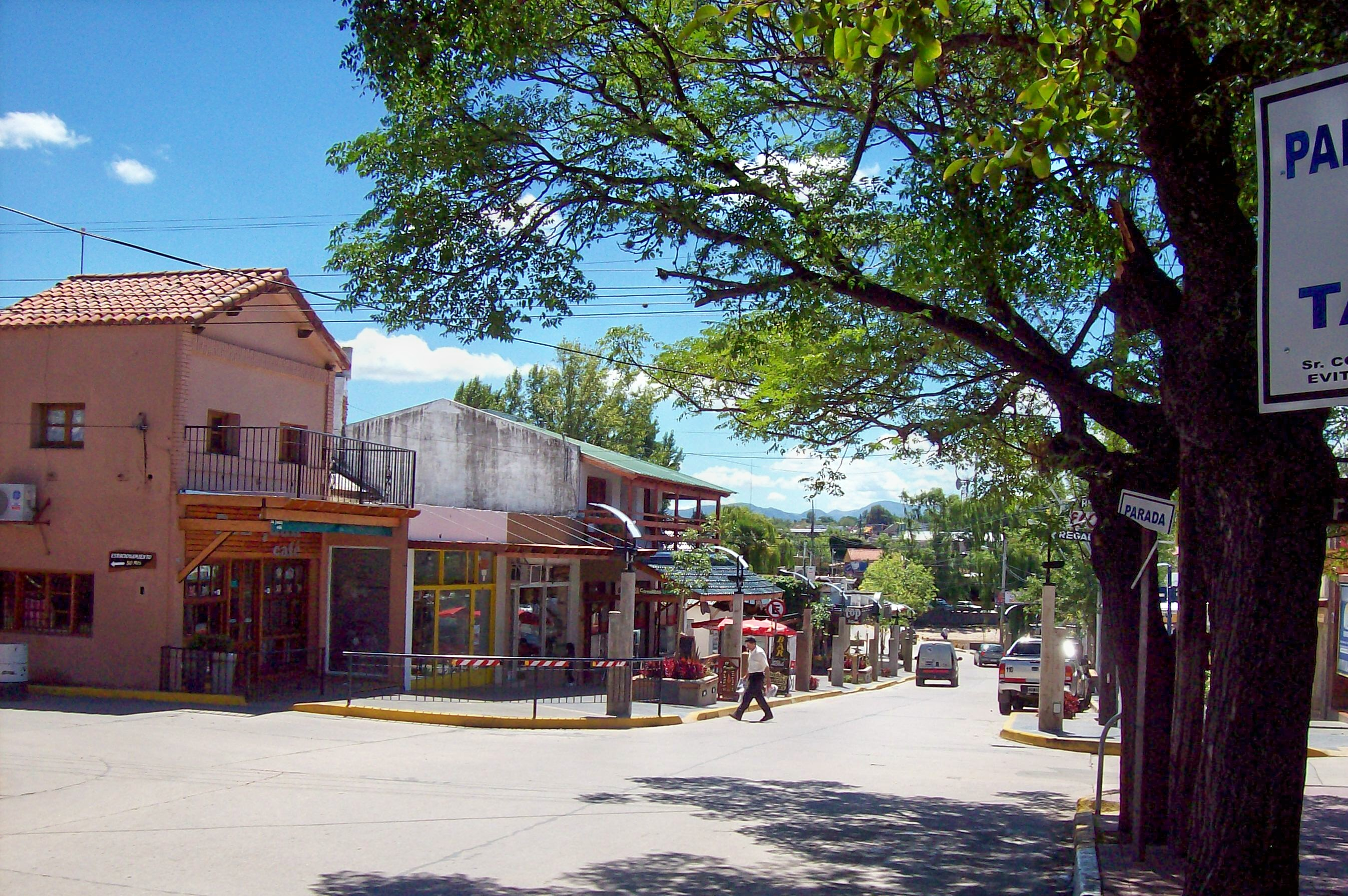
Calle principal de Mina Clavero.
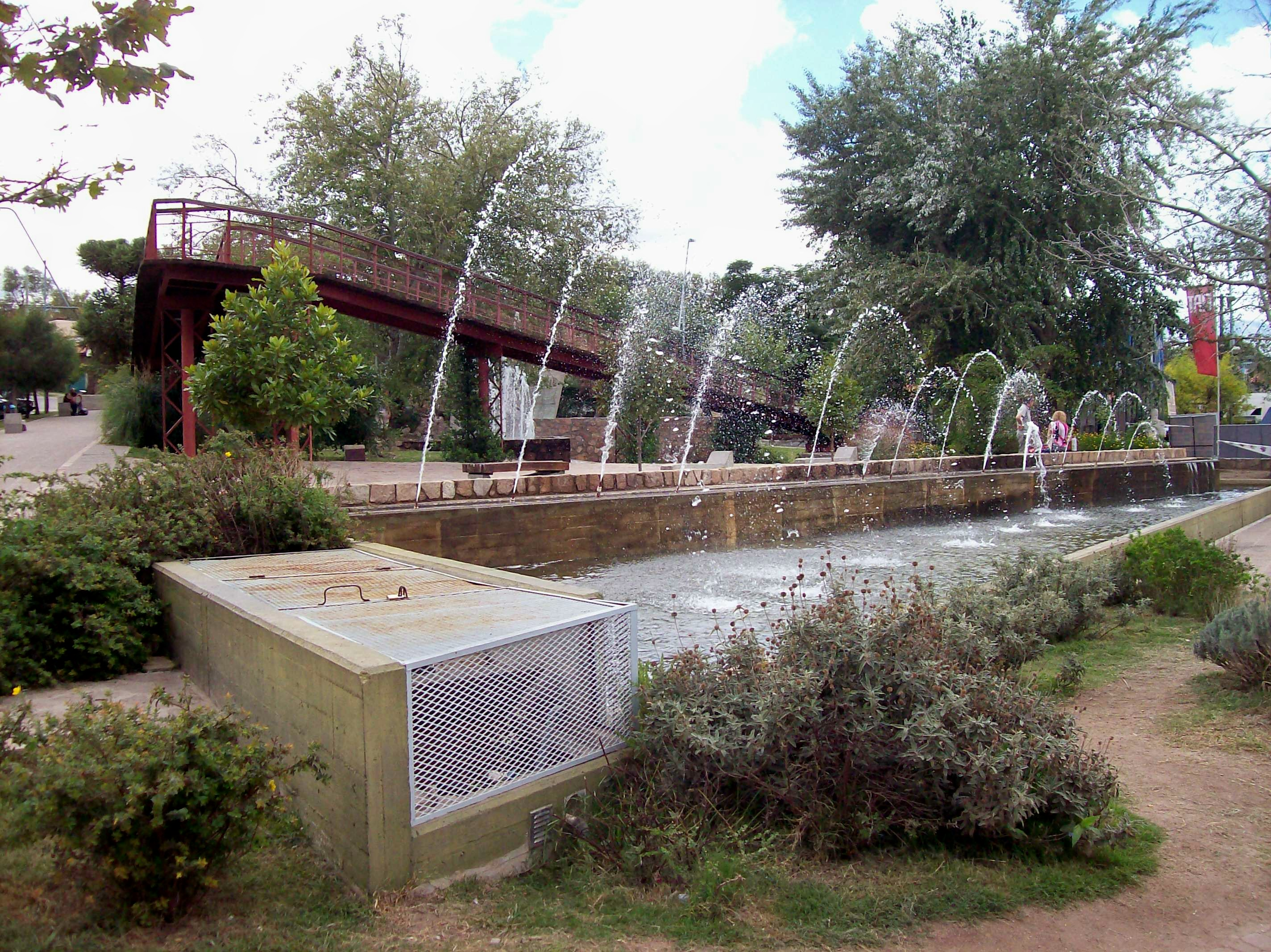
Plaza San Martín (M.Clavero).
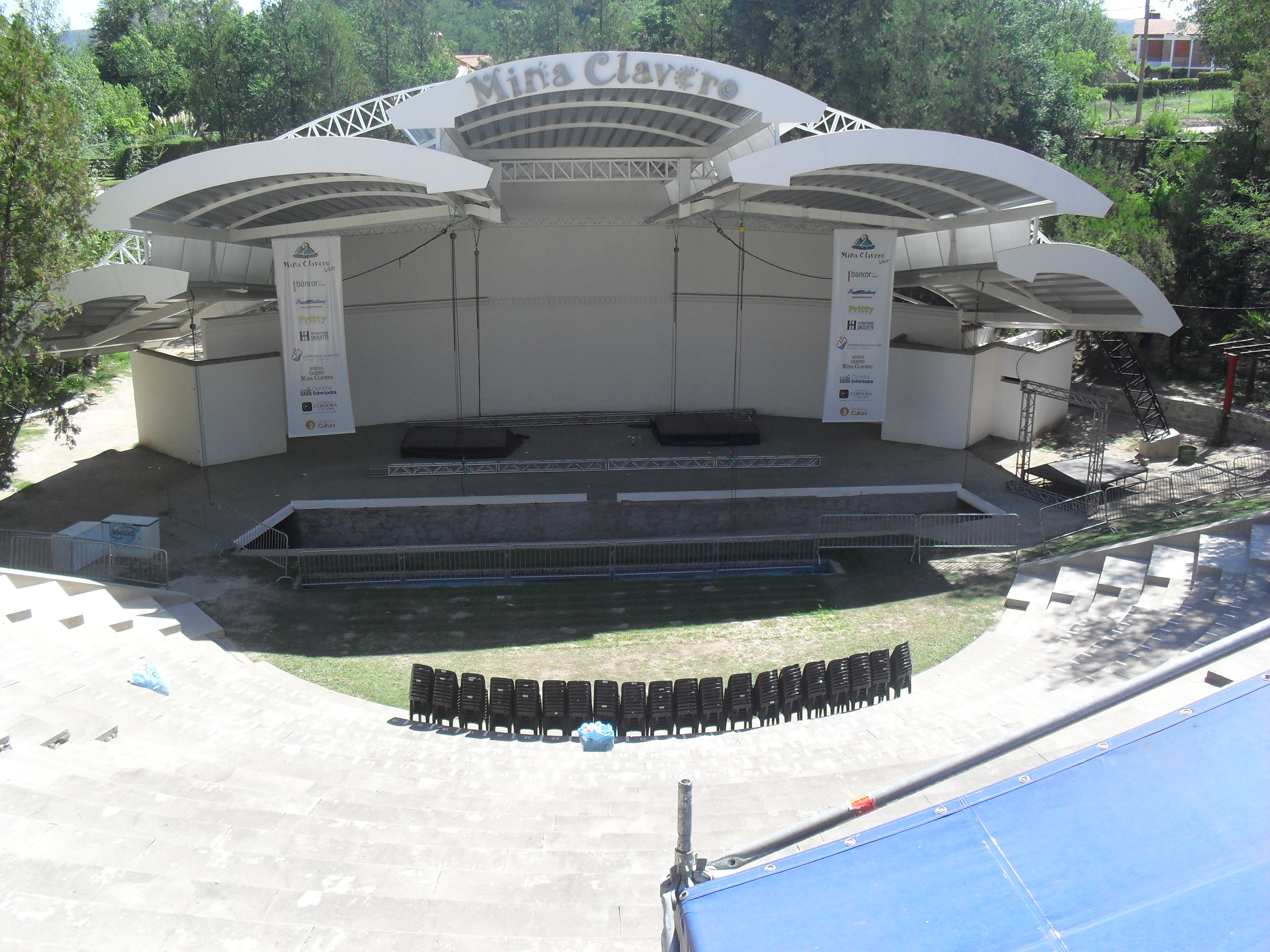
Anfiteatro Mirac Navira.
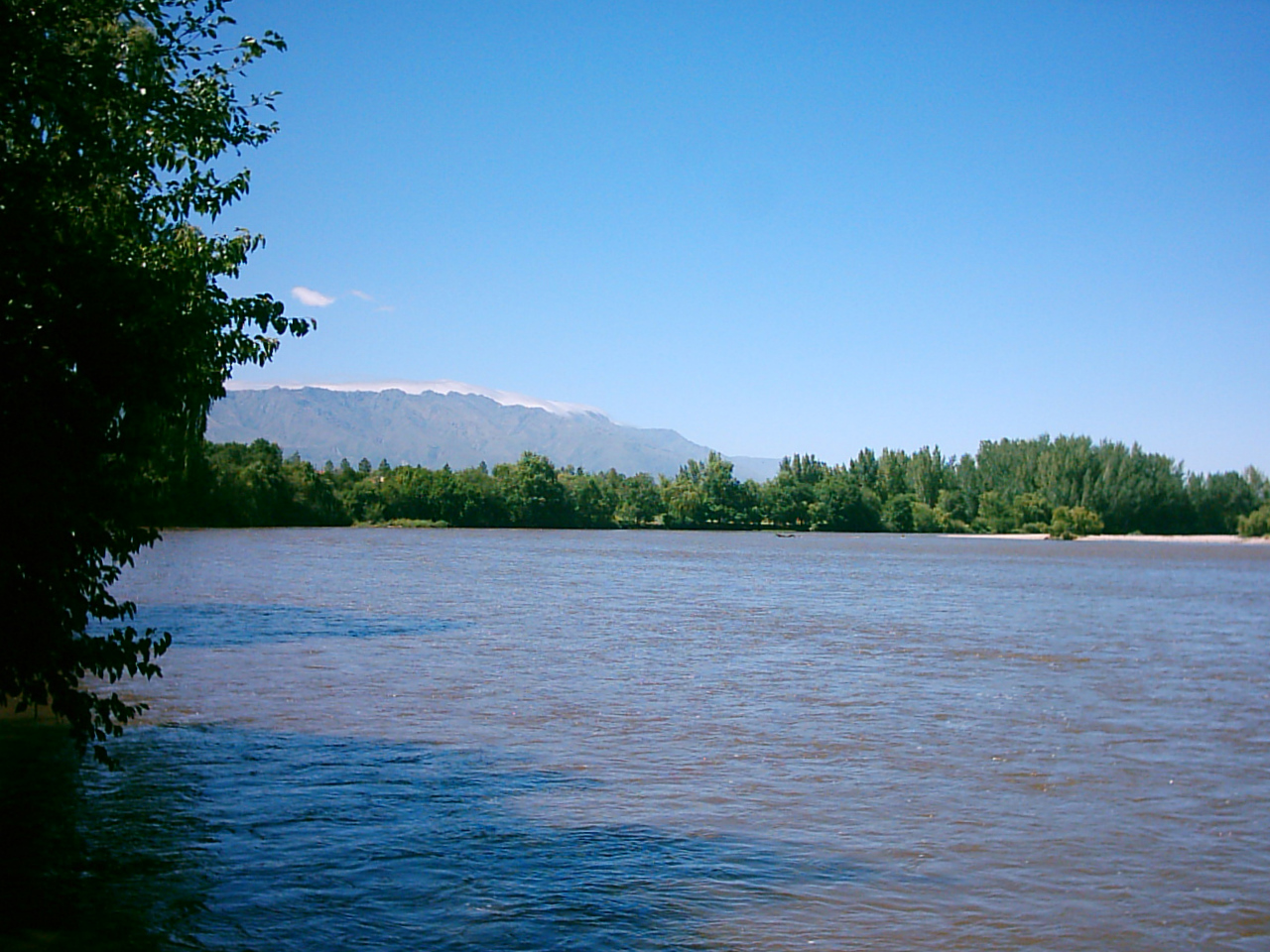
Río de los Sauces.